# Les Orpellières
Les Orpellières este o arie protejată (sit de importanță comunitară — SCI) din Franța întinsă pe o suprafață de 143 ha, integral pe uscat.

## Localizare
Centrul sitului Les Orpellières este situat la coordonatele 43°15′29″N 3°18′58″E / 43.25806°N 3.31611°E.

## Înființare
Situl Les Orpellières a fost declarat arie specială de conservare în baza directivei 92/43 din 1992 referitoare la conservarea habitatelor naturale și a faunei și florei sălbatice pentru a proteja un număr necunoscut de specii din flora spontană și fauna sălbatică aflate în arealul zonei.

## Biodiversitate
Situată în ecoregiunea mediteraneană, aria protejată conține 11 habitate naturale: Pășuni mediteraneene udate de apa mării (Juncetalia maritimi), Dune mobile cu vegetație embrionară, Dune mobile de-a lungul țărmului cu Ammophila arenaria („dune albe”), Dune de pe litoral fixate cu Crucianellion maritimae, Tufărișuri halofile mediteraneene și termo-atlantice (Sarcocornetea fruticosi), Galerii de Salix alba și de Populus alba, Galerii și tufărișuri riverane sudice (Nerio-Tamaricetea și Securinegion tinctoriae), Vegetație anuală la limita mareei, Lagune de coastă, Salicornia și alte specii anuale care populează regiunile mlăștinoase și nisipoase, Stepe sărăturate mediteraneene (Limonietalia).
La baza desemnării sitului se află un număr nedeclarat de specii protejate.
Pe lângă speciile protejate, pe teritoriul sitului au mai fost identificate 4 specii de plante, 18 specii de păsări, 3 specii de amfibieni, 5 specii de nevertebrate, 1 specie de reptile.